# Kawamata Yosuke
Yosuke Kawamata (sinh ngày 14 tháng 12 năm 1985) là một cầu thủ bóng đá người Nhật Bản.

## Sự nghiệp câu lạc bộ
Yosuke Kawamata đã từng chơi cho Arte Takasaki và Shonan Bellmare.